# Pet Sounds (инструментал)
«Pet Sounds» — инструментальная композиция, написанная Брайаном Уилсоном и вошедшая на альбом Pet Sounds (1966) американской рок-группы The Beach Boys под двенадцатым номером. Первоначально песня называлась «Run James Run», и Брайан надеялся, что песня станет саундтреком к фильму о Джеймсе Бонде . После песня была переименована в «Pet Sounds», и альбом решили назвать также. Это вторая инструментальная композиция на альбоме, после «Let's Go Away for Awhile».

## Запись песни
«Pet Sounds» была записана 17 ноября 1965 года на студии United Western Recorders, Голливуд. Мелодия была собрана звукоинженером Чаком Бритзом. Первоначально песня называлась «Run James Run», и Брайан надеялся, что песня станет саундтреком к фильму о Джеймсе Бонде. После песня была переименована в «Pet Sounds», и альбом решили назвать так же. Это вторая инструментальная композиция на альбоме, после «Let's Go Away for Awhile».

## Участники записи
The Beach Boys
- Брайан Уилсон — пианино

Другие
- Рой Кэтон — труба
- Джерри Колл — электрогитара
- Ритчи Фрост — барабаны
- Билли Грин — саксофон
- Джим Хорнор — саксофон
- Плэс Джонстон — саксофон
- Кэрол Кай — басс
- Джай Миглиори — саксофон (баритон)
- Лили Ритз — басс
- Билли Стрейндж — электрогитара
- Томми Тидиско — гитара